# Hammam Boughrara
Hammam Boughrara (în arabă حمام بوغرارة) este o comună din provincia Tlemcen, Algeria.
Populația comunei este de 11.444 de locuitori (2008).